# Seznam vohunov
Seznam vohunov.

## Abecedni seznam

### B
- Gertrude Margaret Lowthian Bell

### F
- Klaus Fuchs

### G
- Günther Guillaume

### P
- Kim Philby

### R
- Ethel Greenglas Rosenberg
- Julius Rosenberg

### S
- Richard Sorge
- William Stephenson

### V
- Mordechai Vanunu

### Z
- Margaretha Geertruida Zelle (glej Mata Hari)